# Edward T. Hall
Edward Twichell Hall (Webster Groves, Missouri, 1914. május 16. – Santa Fe, Új-Mexikó, 2009. július 20.) amerikai antropológus és kultúraközi kutató.
A proxemika alkotójaként tartják számon többek közt, ami a tér emberi felhasználása a kultúra egyik jellegzetes megnyilvánulási formája. Központjában a társadalmi és személyes tér problémája, valamint ennek érzékelése áll. Ebben a témakörben munkatársa volt Marshall McLuhan és Buckminster Fuller is.

## Életrajza
1914. május 16-án született a missouribeli Webster Grovesban, majd Új-Mexikóban nőtt fel, ahol 1914 és 1932 között élt.
1933 és 1937 között együtt élt navajo és hopi őslakókkal az USA délnyugati részén, akik megmaradásában nagy részt vállalt. Tapasztalatairól életrajzi regényt írt.
1936-ban szerezte meg B.A. diplomáját antropológiából, a University of Denver-en, majd két évre rá kézbe vehette M.A. diplomáját is, amit a University of Arizonán kapott meg.
1942-ben doktorált a Columbia Egyetem-n, amit a terepi munka és a saját tapasztalatok erősítettek. Körbejárta Európát, a Közel-Keletet, valamint Ázsiát.
1942-1945 között a második világháborúban az Amerikai Egyesült Államok hadseregében szolgált Európa területén és a Fülöp-szigeteken.
1946-ban megnősült, felesége Mildred Ellis Reed.
1946–1948 között Denverben a faji kapcsolatokat tanulmányozta.
1950–1955 között az Amerikai Egyesült Államok külügyminisztériumában az F.S.I.-nek (Foreign Service Institute)-nál (Külföldi Szolgáltatási Intézet) dolgozott, ahol interkulturális kommunikációs készségeket oktatott külföldi szakemberek (nagykövetek) számára.
1955-ben a Scientific American című tudománynépszerűsítő lapban publikálta a The Anthropology of Manners ("A módszerek antropológiája") című cikkét.
1959: a The Silent Language című művének kiadása.
1963 és 1967 között az antropológia professzora volt az Illinois Institute of Technology-n Chicagóban, majd ugyanilyen témában tartott órákat 1967 és 1977 között a Northwestern University-n.
1976-ban részt vett Tokióban, az International Christian University-n tartott interkulturális kommunikációról szóló konferencián.
Még ebben az évben jelent meg a Beyond Culture (Kultúrán túl) című műve. A tanulmány jelentőségét adja, hogy ebben publikálta először az úgynevezett kiterjesztő átvitel (extension transference) elméletét, mely szerint az emberiség szerepe az evolúciós versenyben nőtt és nőni fog, az ember alapvető ösztönössége és lehetőségeinek következményeképpen, és addig terjeszkedik majd, amíg a biológia határai engedik.
1977–2009 között nyugdíjas ám aktív éveitSanta Fében (Új-Mexikó) töltötte.
1994-ben felesége elhunyt. 8 évi együttélés után elvette Karin Bergh-et 2004-ben.
2009. július 20-án hunyt el Santa Fében (Új-Mexikó).

## Munkássága
Az interkulturális kommunikáció akadémiai szintű kutatásainak atyjaként tekinthetünk rá. Több népszerű rendkívül gyakorlatias könyvet/tanulmánykötetet írt.
Aktív antropológiai kísérleteket és kutatásokat végett a kultúrák közötti különbségek és hasonlóságok feltárása céljából.
Az 1976-ban kiadott Beyond Culture című könyvében publikálta az általa kidolgozott "High context culture" és "Low context culture" elméletét.

### High context culture
A kommunikáció a "High Context" kultúrák esetében sokkal összetettebb de jellemzően bonyolultabb is. Az ilyen magasnak tekinthető kulturális szinte el kell különítenünk úgynevezett „belső csoportokat” és a csoporton kívül álló kommunikációs feleket. Ezek a csoportok minden egyes interakció során újra alakulnak a kommunikációban részt vevő felek közös élményei, kulturális beágyazottsága, családi, társadalmi háttere függvényében. A „belső csoportok” tagjai egymással, az általában minden fél számára ismert tapasztalatok kontextusában, nagyobb hatékonysággal, magasabb információsűrűséggel képesek kommunikálni. „Kevesebb szóval többet mondani.” Az ilyen jellegű kultúra magasabb röptű kommunikációt tesz lehetővé.

### Low context culture
Jellemzően a "High context culture" ellentétpárja. Kommunikációs szempontból kisebb adatsűrűséggel közöl információt, minden fogalmat körüljár, szavakkal fejez ki. Ritkábban és kisebb súllyal használja a metakommunikációs eszközöket. Extrovertált interakciók jellemzik.
Természetesen a kettő között folytonossági átmenet van. A különböző kultúrák eltérő arányban tartalmaznak a fent említett jellemzők közül, így sorolhatók inkább egyik, vagy inkább másik, vagy jellemzően átmeneti típusba.
A kultúra különböző elemeire is közvetett (és nehezen bizonyítható) hatással van ez a kommunikációs viselkedésforma, így például: a történelem és históriaértelmezésre, az identitásértelmezésre, vagy akár a humorra.

## A proxemika
A kommunikáció és a hétköznapi tevékenységek során a személyek között betartott távolság elméletéve foglalkozó kutatási terület, melynek kidolgozása és a témában folytatott gyakorlati kutatások és elemzések szorosan kötődik Edward T. Hall nevéhez.
Röviden a kommunikáció és más hétköznapi tevékenységek megvalósulásának a cselekvőhöz képest értelmezhető "szférái".
Négyfajta távolságot különíthetünk el, amely egyénenként más határokkal rendelkeznek:
- intim (ölelés, érintés, suttogás)
- személyes (barátok, családtagok számára megengedett)
- szociális (kölcsönhatások ismerősök között)
- nyilvános (nyilvános beszédhez)

Mindegyik alfajnak létezik közeli, illetve távolabbi fázisa is.
Térfajták:
- térbeli fix-funkció (immobilis dolgokra)
- térbeli félig-fix-funkció (például: mozgatható bútorok)
- informális tér (személyes tér például a test körül)

Magatartási kategóriák (nonverbális kommunikáció)
- nemi- és testtartási azonosítók
- két ember válla közötti tengely pozíciója szerinti csoport (face to face, back to back)
- kinesztetikus tényezők (Milyen közel vannak a résztvevők az érintéshez?)
- érintés-kód (Hogyan érintkeznek a résztvevők?)
- vizuális-kód (szemkontaktus)
- hő-kód (Hő, amit az egyik résztvevő érzékel a másik felől)
- szaglás-kód (Szag, amit az egyik résztvevő érez a másik felől)
- hangerő (vokális erőfeszítés szintjét méri)

## Edward T. Hall publikációi
- The Silent Language (1959)
- The Hidden Dimension (1966)
- The Fourth Dimension In Architecture: The Impact of Building on Behavior (1975, co-authored with Mildred Reed Hall)
- Beyond Culture (1976)
- The Dance of Life: The Other Dimension of Time (1983)
- Handbook for Proxemic Research
- Hidden Differences: Doing Business with the Japanese
- An Anthropology of Everyday Life: An Autobiography (1992, Doubleday, New York)
- Understanding Cultural Differences – Germans, French and Americans (1993, Yarmouth, Maine)
- West of the Thirties. Discoveries Among the Navajo and Hopi (1994, Doubleday, New York etc.)

## Magyarul megjelent művei
- Rejtett dimenziók; ford. Falvay Mihály, bev. Szalai Sándor; Gondolat, Bp., 1975
- Rejtett dimenziók; ford. Falvay Mihály; Háttér, Bp., 1996 (Lélek kontroll)